# Chaetaglaea tremula
Chaetaglaea tremula là một loài bướm đêm trong họ Noctuidae.